# Manuel Azaña
Manuel Azaña Díaz, född 10 januari 1880 i Alcalá de Henares, Madrid, död 3 november 1940 i Montauban, Midi-Pyrénées, Frankrike, var en spansk politiker och jurist. Mellan juni 1931 och september 1933 var han Spaniens premiärminister, och från maj 1936 till april 1939 den andra spanska republikens siste president.

## Biografi
Azaña var ursprungligen jurist, ägnade sig främst åt skönlitterärt och journalistiskt författande och var en av de ledande krafterna inom litterära och politiska klubben El Ateneo som var ett centrum för den liberala oppositionen mot Miguel Primo de Riveras militärdiktatur. År 1926 tilldelades han det spanska nationalpriset för litteratur för en biografi över Juan Valera. Efter monarkins fall 1931 blev Azaña ledamot av Cortes Generales, där han var ledare för Acción Republicana ("Republikansk handling"), det längst till vänster stående borgerligt-republikanska partiet. I april 1931 blev han krigsminister i Niceto Alcalá-Zamoras provisoriska regering. På denna post genomförde han en demokratisering av den spanska officerskåren, då tusentals officerare entledigades ur aktiv tjänst. 
I oktober 1931 utsågs Azaña till premiärminister. Hans regering genomförde flera reformer för att försöka modernisera Spanien, bland annat genom en långtgående jordreform och en radikal sekularisering: Jesuitorden förbjöds, dess egendomar konfiskerades, och Katalonien beviljades autonomi. Emellertid skakades Spanien av oroligheter, då stora strejker startades i industriregionerna och flera monarkistiska kuppförsök iscensattes. Azaña försökte inskrida mot båda sidor och genomdrev 1932 en rad hårdhänta åtgärder mot högeroppositionen, men kunde inte bemästra svårigheterna och tvingades avgå i september 1933. Valen samma år innebar en seger för höger- och centergrupperna, men det parlamentariska läget blev på grund av motsättningar mellan de olika falangerna instabilt. 
Oron i landet fortsatte samtidigt som många av de tidigare genomförda reformerna modererades, förhalades eller upphävdes. I oktober 1934 genomfördes ett uppror i Barcelona under Azañas namn i syfte att omdana Spanien till en federativ stat med Azaña som president. Han häktades men frikändes från inblandning i revolten. Under 1935 blev de parlamentariska förhållandena alltmer oroliga och regeringsskiftena fler. President Zamora lät i hopp om framgång för centern upplösa Cortes och utlysa nyval. Azaña hade dock reorganiserat sina anhängare och meningsfränder inom sitt parti Izquierda Republicana ("Republikanska vänstern"), vilken bildade en folkfront med de övriga arbetarpartierna och fackförbunden. Denna vann genom en omsvängning i oppositionen sedan 1933 en stor seger vid 1936 års parlamentsval.
Azaña blev i februari 1936 på nytt premiärminister och deklarerade sin avsikt att genomföra folkfrontens program, bland annat en radikal jordreform. Sedan cortes i april 1936 framtvingat Zamoras avgång valdes Azaña i hans ställe till president. Som sådan kom han dock inte att kunna genomföra några större politiska reformer, då motsättningarna mellan republikaner och nationalister samma år kulminerade i det spanska inbördeskriget i samband med Francisco Francos militäruppror i juli 1936. Under kriget framstod Azaña som en av den republikanska sidans viktigaste ledare. Då nationalisterna intog Madrid tvingades Azaña att ta sin tillflykt till Valencia, därefter Barcelona och slutligen i februari 1939 till Frankrike, där han nedlade sin presidentvärdighet.